# Finley (North Dakota)
Finley er en amerikansk by og administrativt centrum for det amerikanske county Steele County i staten North Dakota. I 2000 havde byen et indbyggertal på 515.
47°30′46″N 97°50′13″V / 47.5128°N 97.8369°V